# Ioan Petrescu
Pour les articles homonymes, voir Petrescu.
 (février 2023).
Ioan Petrescu (né le 19 janvier 1907 à Recea, județ d'Argeș, et mort le 9 janvier 1962 à Iași) a été un officier roumain, décoré de l'Ordre du "Mérite Aéronautique" de Guerre avec glaives croisés, classe Croix d'Or et de la Croix de Fer, classe EK-2.

## Biographie

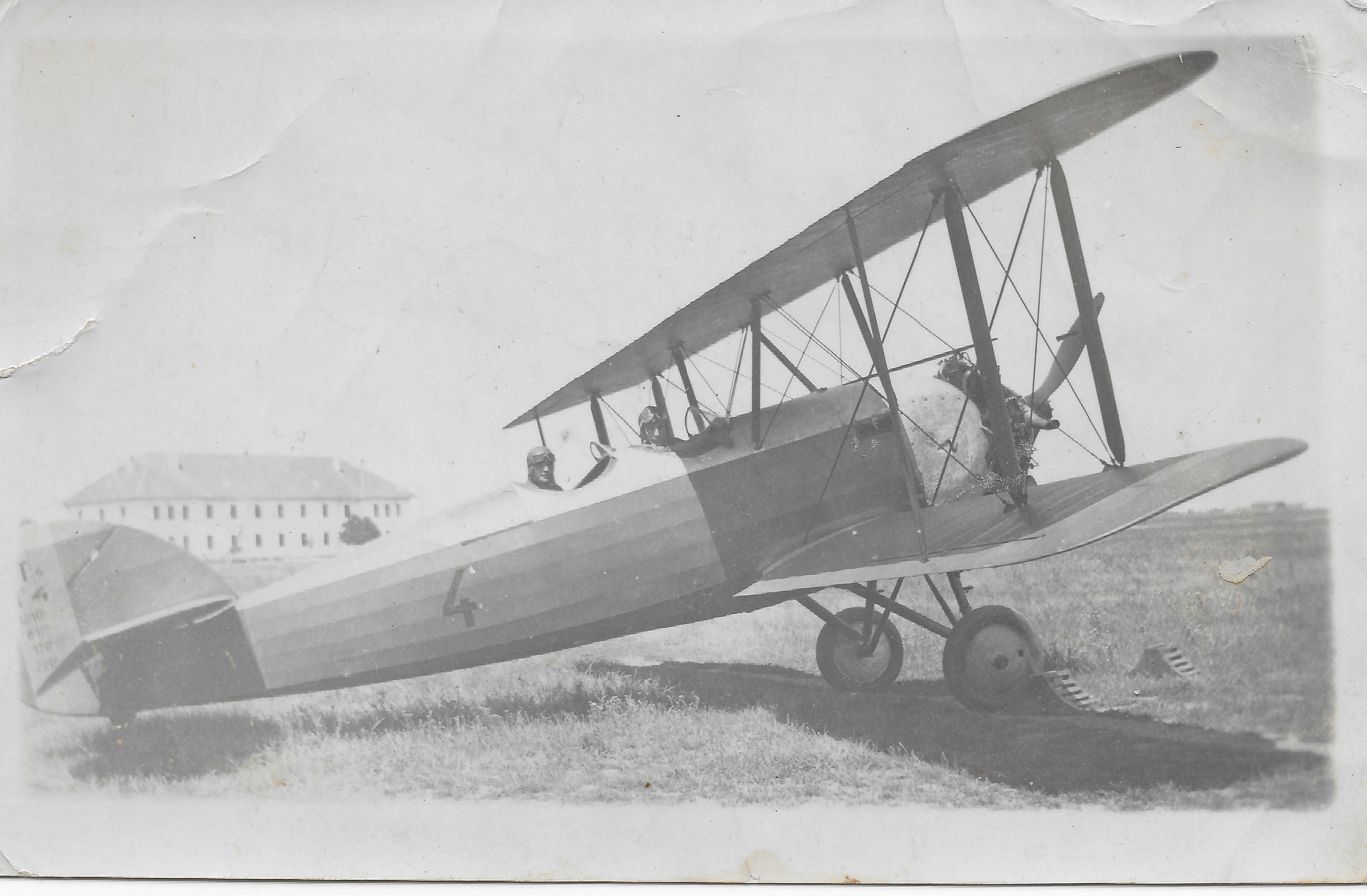

Diplômé du Lycée Gheorghe Lazăr de Bucarest (1928), de l'école militaire d'infanterie de Sibiu (1930, sous-lieutenant), Ioan Petrescu devient lieutenant en 1934 et obtient une licence d'observateur aérien à Pipera (Bucarest).
Il devient capitaine au début de la guerre. Depuis l'aérodrome d'Ivesti, il effectue des missions au-dessus du Prut. Lors d'une mission d'observation du retrait soviétique, après un vol en rase-mottes au-dessus des villes de Giurgiulesti et Reni, il revient avec 20 impacts des batteries anti-aériennes ennemies sur un avion du type IAR 37. Depuis l'aérodrome de Tighina, il participe à de nombreuses missions jusqu'à la chute d'Odessa. Parmi eux, le bombardement et la destruction d'une batterie d'artillerie soviétique près de Cahul et d'un canon automoteur dans une colonne se dirigeant vers Bolgrad. Le 31 août 1941, de retour d'une mission à  Pavlynka (en), l'IAR38 no 16 de l'escadron 13 est attaqué par huit chasseurs soviétiques Rata,. Le biplan se pose en flammes, l'équipage s'en est sorti indemne. Les chasseurs mitraillent l'aéroport et endommagent deux autres appareils IAR38 (no 51 et 72). Décoré avec l'Ordre du Mérite Aéronautique de Guerre avec glaives croisés, classe Croix d'Or (décret supérieur 3274/23.11.1941) et de la Croix de Fer, classe EK-2.
En septembre 1942, l'escadron 13 est transféré de Starominskaya (région de Kubanets, Krsanodar, Russie). Le déplacement est effectué en passant par Rostov pour arriver finalement à Morozovsk (Coude du Don, aérodrome avancé de Perelazovskiy).
Ioan Petrescu devient le commandant de l'escadron 13. Le 18 novembre, l'escadron se retire, avant l'offensive soviétique du 20 novembre. L'escadron se replie sur Blaj d'où il poursuit ses missions de Commandant jusqu'en décembre 1943.

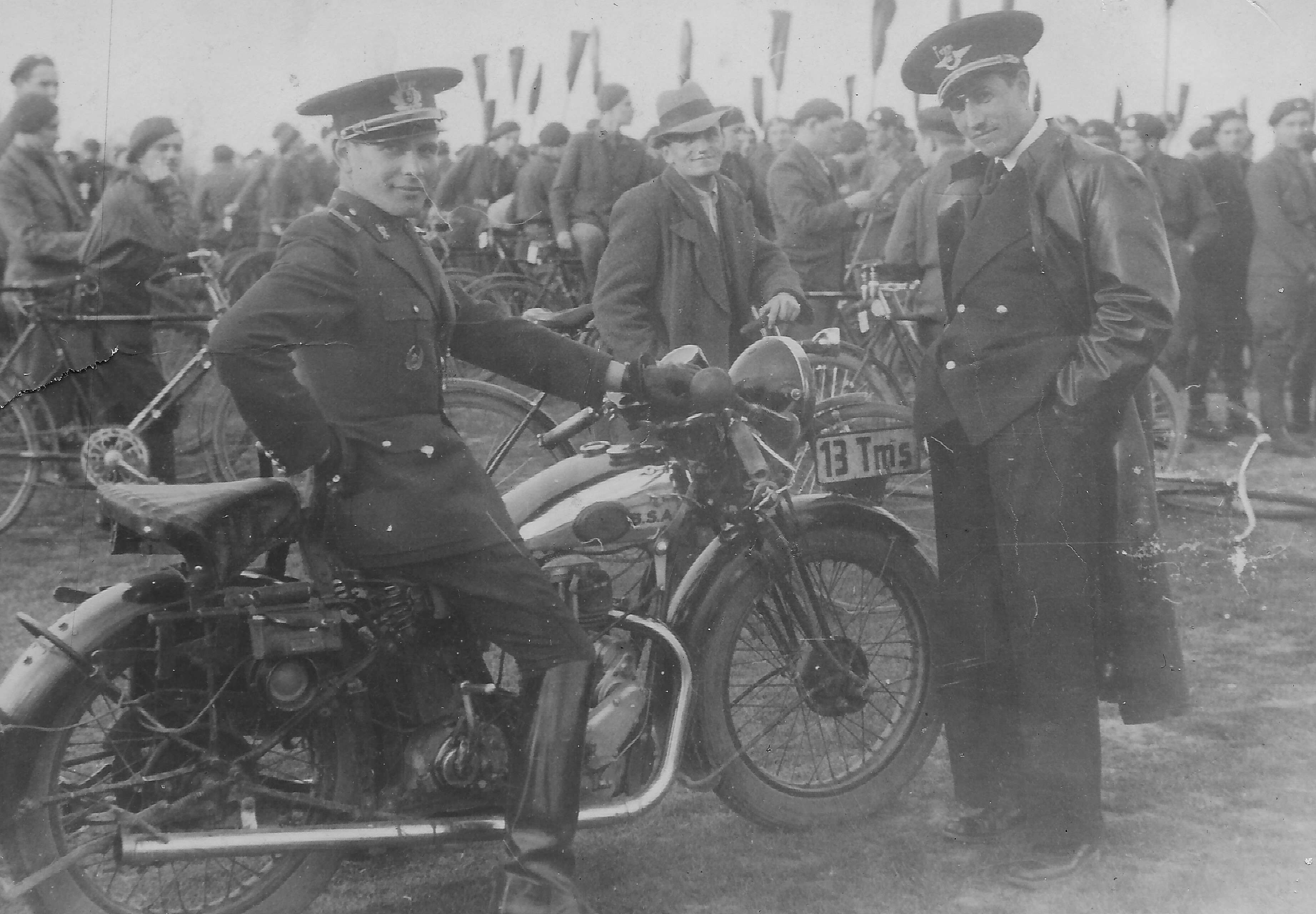

Il est décoré de la Couronne de Roumanie de Guerre aux glaives croisés, classe IV (décret supérieur 3271/21.12.1943, brevet 22609) et de l'Etoile de Roumanie Cl V. Il est ensuite intégré comme Commandant du 5e Régiment de Chasseurs Târgu Frumos en janvier 1944 pour la défense de Iași.